# Rudolf Roth (Musiker)

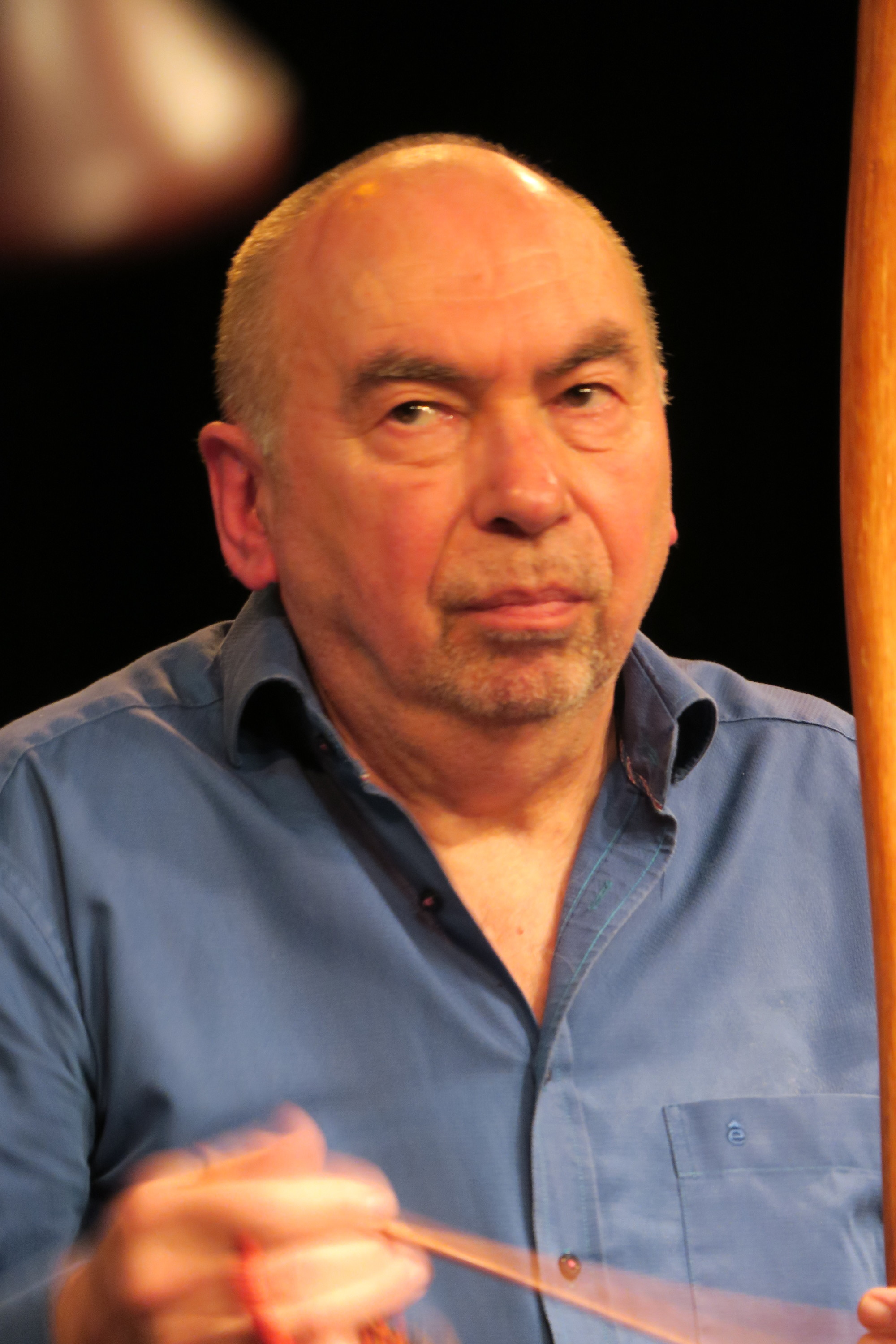
Rudolf Roth (2017)

Rudolf „Rudi“ Roth (* 5. Februar 1951 in Haßloch) ist ein deutscher Jazzmusiker (Schlagzeug, Perkussion).

## Leben und Wirken
Roth spielte ab 1969 als Schlagzeuger im Musikkollektiv Inningen, dann in der Band Bhakti Jazz. Zwischen 1973 und 1976 studierte er Schlagzeug und Rhythmik an der Swiss Jazz School in Bern bei Billy Brooks. Von 1978 bis 1982 war er als Schauspieler beim Meta-Theater Moosach tätig und ging mit dem Stück „Flechtungen – der Fall Parzival“ auf Tourneen in Europa und Nordamerika. Ab 1979 gehörte er langjährig zur Band von Götz Tangerding. Weiter arbeitete er mit Chris Beiers Overtone Orchestra, der Franz Dannerbauer Music Liberation Unit und dem Thomas Fink Trio feat. Sandy Lomax und Vincent Herring. Beim Münchner Klaviersommer 1985 trat er mit dem klassischen Pianisten Isaac Steiner und Gary Todd auf. Weiterhin arbeitete er mit Chico Freeman und seit 1980 mit Rainer Glas, mit dem er auf vielen Alben zu hören ist; zudem gehörte er zur Rhythmusgruppe von Tony Lakatos / Leszek Zadlo / Albert Mangelsdorff. Er entwickelte sein Soloprogramm Drum for Your Life, mit dem er seit 1992 unterwegs war, und Lyric Meets Percussion. Gemeinsam mit dem Pianisten Andy Lutter leitete er ein Quartett und war an Crossover-Projekten mit Steptänzern beteiligt, wie der der Gruppe Tapstick (Stepptanz und Stocktanz) mit Sam Weber.

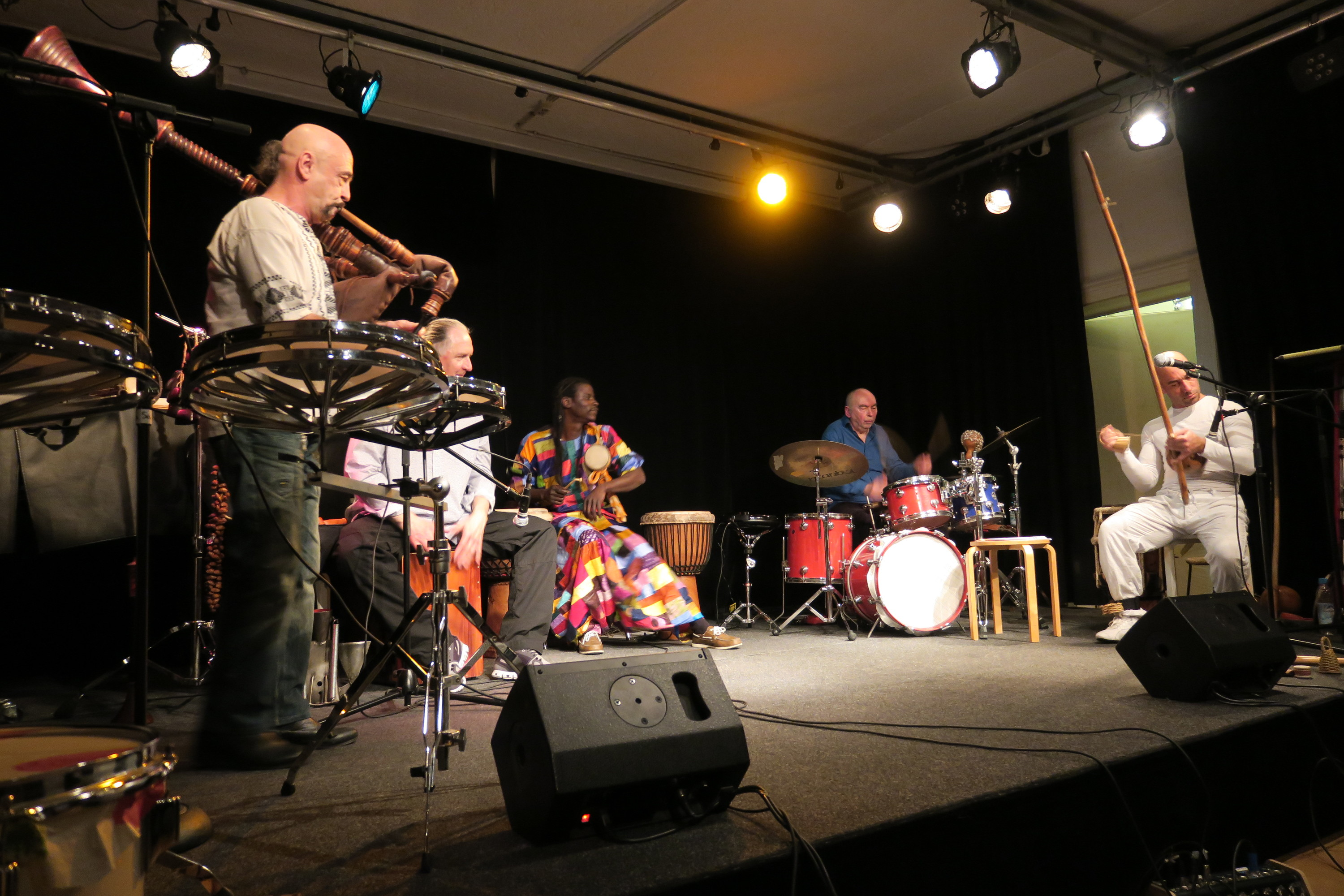
Rudolf Roth (2. v.r.) im Ensemble In Farbe (2017)

Seit 1989 ist er zudem als Dozent für Rhythmik und Jazzschlagzeug tätig; er ist der Autor von drei Rhythmikschulen.

## Diskographische Hinweise
- Overtone (Beier Glas Roth) All the Things We Are (1984, Workshop Records 071)
- Thomas Fink, Rainer Glas, Rudi Roth & Beate Krause A Waltz for Bill (1985)
- Götz Tangerding / Rudolf Roth Nasrudins Orchestra (1985)
- G. Tangerding, Ch. Stock, R. Roth featuring K.H. Miklin Porque no (1987)

## Lexikalischer Eintrag
- Jürgen Wölfer: Jazz in Deutschland. Das Lexikon. Alle Musiker und Plattenfirmen von 1920 bis heute. Hannibal, Höfen 2008, ISBN 978-3-85445-274-4.